# Астипалея (мифология)
Астипалея (др.-греч. Ἀστυπάλαια, Ἀστυπαλαία, у Аполлония Астифалия) — в древнегреческой мифологии дочь Феникса. По одной из версий, Астипалея была матерью Еврипила. Согласно Асию, дочь Феникса и Перимеды, родила от Посейдона Анкея. На картине Аристофонта был изображен Анкей, раненый вепрем, и сострадающая ему Астипалея.
Эпоним острова Астипалея и линии Астипалея на спутнике Юпитера Европе.